# Thái Phụng Nê
Thái Phụng Nê (sinh 1936) là một chính khách và kỹ sư người Việt Nam. Ông nguyên là Bộ trưởng Bộ Năng lượng và Thứ trưởng Bộ Công nghiệp. Ông cũng từng giữ chức Bí thư Tỉnh ủy Phú Yên và là đại biểu Quốc hội Việt Nam khóa X. Ông thuộc đoàn đại biểu Phú Yên.

## Tiểu sử
Ông sinh tại huyện Tuy Hòa, tỉnh Phú Yên. Ông xuất thân là kỹ sư thủy điện, sau đó bảo vệ Tiến sĩ, được phong tặng danh hiệu Anh hùng Lao động thời kỳ đổi mới.
Năm 1954, ông tập kết ra Bắc, học tại hai trường phổ thông danh tiếng ở phía Bắc là Trường Huỳnh Thúc Kháng ở Đô Lương, Nghệ An và Trường Phan Đình Phùng ở Hà Tĩnh. Sau khi học xong và thi tốt nghiệp phổ thông, được đưa ra Hà Nội và cử đi học ở nước ngoài năm 1955. Tại trường Đại học Xây dựng ở Moskva, Thái Phụng Nê được phân công học khoa Thủy công, xây dựng các công trình trên nước như cảng, đập, thủy điện,… Sau 5 năm, tốt nghiệp đại học năm 1961, lại bảo vệ thành công luận án phó tiến sĩ tại Liên Xô năm 1964.

## Sự nghiệp xây dựng công trình thủy điện
Khi về nước ông xin lên nhà máy thủy điện Thác Bà. Cuộc đời ông gắn bó với các công trình thủy điện 7 năm ở Thác Bà, 14 năm ở Hòa Bình. Năm 1989 ông về làm Cố vấn cho Công ty Khảo sát và Thiết kế Điện 1, rồi lên làm cố vấn cho Bộ trưởng Bộ Năng lượng, sau đó là Thứ trưởng Bộ Năng lượng rồi Bộ trưởng Bộ Năng lượng.
Ông từng giữ chức Trưởng Ban Quản lý Dự án Nhà máy thủy điện Hòa Bình.

## Hoạt động quản lý
Năm 1991, ông được bầu làm Ủy viên Ban Chấp hành Trung ương Đảng Cộng sản Việt Nam khóa VII.
Tháng 10/1992, ông được bổ nhiệm làm Bộ trưởng Bộ Năng lượng. Ông giữ chức vụ này đến ngày 21 tháng 10 năm 1995.
Tháng 10/1998, ông làm Thứ trưởng Bộ Công nghiệp khi sáp nhập Bộ Công nghiệp Nhẹ và Bộ Năng lượng.
Tháng 10/1999, ông được điều động làm Bí thư Tỉnh ủy Phú Yên.
Năm 2001, sau khi nghỉ hưu ông được cử làm đặc phái viên của Thủ tướng Chính phủ chuyên theo dõi Thủy điện Sơn La, Phó Trưởng ban chỉ đạo Nhà nước Thủy điện Sơn La - Lai Châu. Ông là một trong những tác giả chính của phương án Thủy điện Sơn la có mực nước dâng bình thường là 265m và 215m.
Năm 2012, ông được Văn phòng Chính phủ trao tặng Huy hiệu 50 tuổi đảng.